# Gordon Murray (klavecimbelspeler)
Gordon Murray (° 1948) is een Canadees klavecimbelspeler en muziekpedagoog.

## Levensloop
Murray behaalde zijn diploma orgel en klavecimbel aan de McGill-universiteit in Montreal. Hij werd laureaat van de Driejaarlijkse Kunstprijs Canada Council of the Arts, hetgeen hem toeliet verder orgel te studeren in Parijs onder de leiding van Marie-Claire Alain en André Isoir, en klavecimbel bij Kenneth Gilbert in Antwerpen en bij Gustav Leonhardt in Amsterdam.
Hij bouwde een succesvolle carrière uit als solo concertant en als continuospeler. In deze laatste hoedanigheid speelde hij onder meer met Hesperion XX en met Concentus Musikus Wien. Hij realiseerde ook heel wat platenopnamen.
Van 1982 tot 1987 was Murray docent aan de Muziekhogeschool in Graz voor klavecimbel en authentieke uitvoeringspraktijk. In 1986 volgde hij Isolde Ahlgrimm op als docent klavecimbel aan de Muziekhogeschool in Wenen. Hij gaf ook zomercursussen, in Venetië ingericht door de Stichting Cini.
Murray behaalde de Vierde prijs in de internationale klavecimbelwedstrijd in het kader van het Festival Musica Antiqua in Brugge. Hij werd jurylid voor dit concours in 1992 en 1995.
- Bibliothèque nationale de France: cb13897817f (data)
- Gemeinsame Normdatei: 140001727
- International Standard Name Identifier: 0000 0001 1645 4195
- Library of Congress Control Number: n86859222
- Nationale Bibliotheek van Letland: 000103357
- MusicBrainz: a8838657-0207-4f70-a206-8e36ea0da48c
- Système universitaire de documentation: 149761392
- Virtual International Authority File: 54333365
- WorldCat: E39PBJqqpbYf6WTK3QxDKhKKh3